# Pipriter
Pipriter (Piprites) är ett fågelsläkte i familjen tyranner inom ordningen tättingar. Släktet omfattar tre arter med utbredning i Latinamerika från östra Guatemala till nordöstra Argentina:
- Gråhuvad piprit (P. griseiceps)
- Grånackad piprit (P. chloris)
- Svartkronad piprit (P. pileata)

## Familjetillhörighet
Släktet behandlas vanligen som en del av familjen tyranner. Vissa taxonomiska auktoriteter har dock valt att dela upp tyrannerna i flera familjer efter DNA-studier som att tyrannerna består av fem klader som skildes åt redan under oligocen. Piprites förs då till den egna familjen Pipritidae. Tidigare placerades pipriterna i familjen manakiner (Pipridae).